# Rhachidosorus pulcher
Rhachidosorus pulcher är en ormbunkeart som först beskrevs av Tag., och fick sitt nu gällande namn av Ren-Chang Ching. Rhachidosorus pulcher ingår i släktet Rhachidosorus och familjen Rhachidosoridaceae. Inga underarter finns listade.